# 스티브 스미스 (농구 선수)

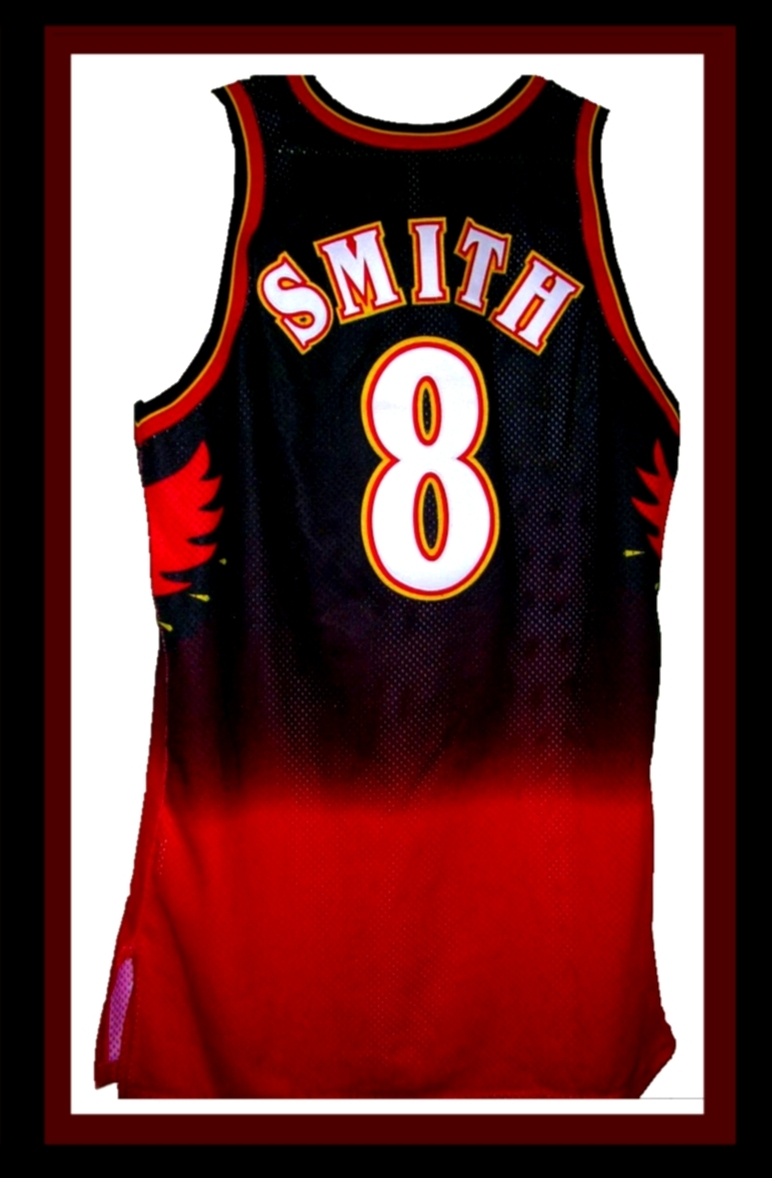
스미스는 애틀랜타 호크스 운동복을 입고 경기를 즐겼다.

스티븐 델러노 "스티브" 스미스(영어: Steven Delano "Steve" Smith, 1969년 3월 31일 ~ )는 미국의 은퇴한 농구 선수로 현역 시절 포지션은 슈팅 가드이다. 그는 14세에 미국 농구 협회를 통하여 마이애미 히트, 포틀랜드 트레일블레이저스, 샌안토니오 스퍼스를 비롯한 여러 팀을 두루 다니며 경기에 임하였다. 1991년에 마이애미 히트에 이단한 그는 2003년에 스퍼스에서 챔피언십을 입상하였다.